# Ліверпуль (футбольний клуб)
Футбо́льний клуб «Ліверпу́ль» (англ. Liverpool Football Club) — англійський професійний футбольний клуб з однойменного міста. Команда виступає в Прем'єр-лізі.
«Ліверпуль» виграв Чемпіонат Англії 20 разів, Кубок Англії — 8 разів, Кубок ліги — 10 разів, Суперкубок Англії — 16 разів, Лігу чемпіонів — 6 разів, Кубок УЄФА — 3 рази, Суперкубок УЄФА — 4 рази, Клубний чемпіонат світу — 1 раз. Загалом клуб виграв 68 трофеїв.
З часу свого заснування 1892 року, «Ліверпуль» завжди грав на стадіоні «Енфілд».
Уболівальники клубу причетні до двох великих трагедій. У травні 1985 року на стадіоні «Ейзель» перед фіналом кубку чемпіонів унаслідок обвалу стіни, спричиненого безладами на трибунах, загинуло 35 вболівальників «Ювентуса». У 1989 році 96 вболівальників «Ліверпуля» втратили життя на стадіоні «Гіллсборо» внаслідок тисняви.
Червоний — основний колір форми з 1896 року. Гімном клубу є пісня «You'll Never Walk Alone».

## Історія

### Заснування і рання історія
«Ліверпуль» був заснований 15 березня 1892 року Джоном Гулдінгом, як відповідь на його звільнення з посади загальними зборами футбольного клубу «Евертон», а також із метою, щоб нова команда команду грала б на його стадіоні «Енфілд Роуд». Оскільки попередні сім років на цьому стадіоні грала інша мерсисайдська команда «Евертон», але внаслідок того, що у 1891 року Джон Гулдінг, якому цей стадіон належав на праві приватної власності, в односторонньому порядку збільшив орендну плату у 2,5 раза, від 100 фунтів до 250 фунтів. Члени клубу «Евертон» відмовился від таких умов договору оренди, тому й змінили «Енфілд» на «Гудісон Парк».
Співвласниками клубу, окрім Хоулдінга, стали Уїльям Барклай і його найближчий соратник Джон Маккенна. У травні 1892 року, саме ці двоє сформували початковий склад першої команди, у якому тот переважали шотландські футболісти. Свій перший в історії клубу матч, Ліверпуль зіграв 1 вересня 1892 року. Тоді, першим суперником Ліверпуля став Ротерхем Таун. У тому матчі Ліверпуль отримав впевнену перемогу з рахунком 7:1. Автором дебютного гола нової команди став Малкольм Макуїн.
Спочатку команду планувалося назвати «Евертон Атлетік», але Футбольна асоціація відмовилася визнати назву, тож довелося змінити її. Менеджером команди призначили Джона Маккену, який запросив до нової команди 13 шотландських гравців.
Першого ж сезону «Ліверпуль» виграв Ланкаширську лігу й на сезон 1893/1894 його запросили до другого дивізіону. Команда закінчила сезон без поразок, здобула звання чемпіона другого дивізіону й перейшла до найвищого — першого дивізіону.
1901 року «Ліверпуль» виграв свій перший чемпіонат, повторивши це досягнення 1906 року. У фіналі кубка Англії «Ліверпуль» уперше грав у 1914, але програв «Бернлі». У 1922 і 1923 «Ліверпуль», капітаном якого був гравець збірної Англії Ефрам Лонґворт, уперше у своїй історій виграв два чемпіонати поспіль. Потім настав найдовший період без трофеїв. Після війни «Ліверпуль», здавалося, оклигав, вигравши чемпіонат 1947 року, але сподівання на тривалий успіх виявилися марними. 1954 року Ліверпуль вилетів із першого дивізіону. З 1954 по 1962 рік клуб бовтався в другому дивізіоні й не мав жодних успіхів у кубку Англії. Найгіршої поразки 1:9 команда зазнала від «Бірмінгем Сіті» в грудні 1954.

### Хлопці-комірники

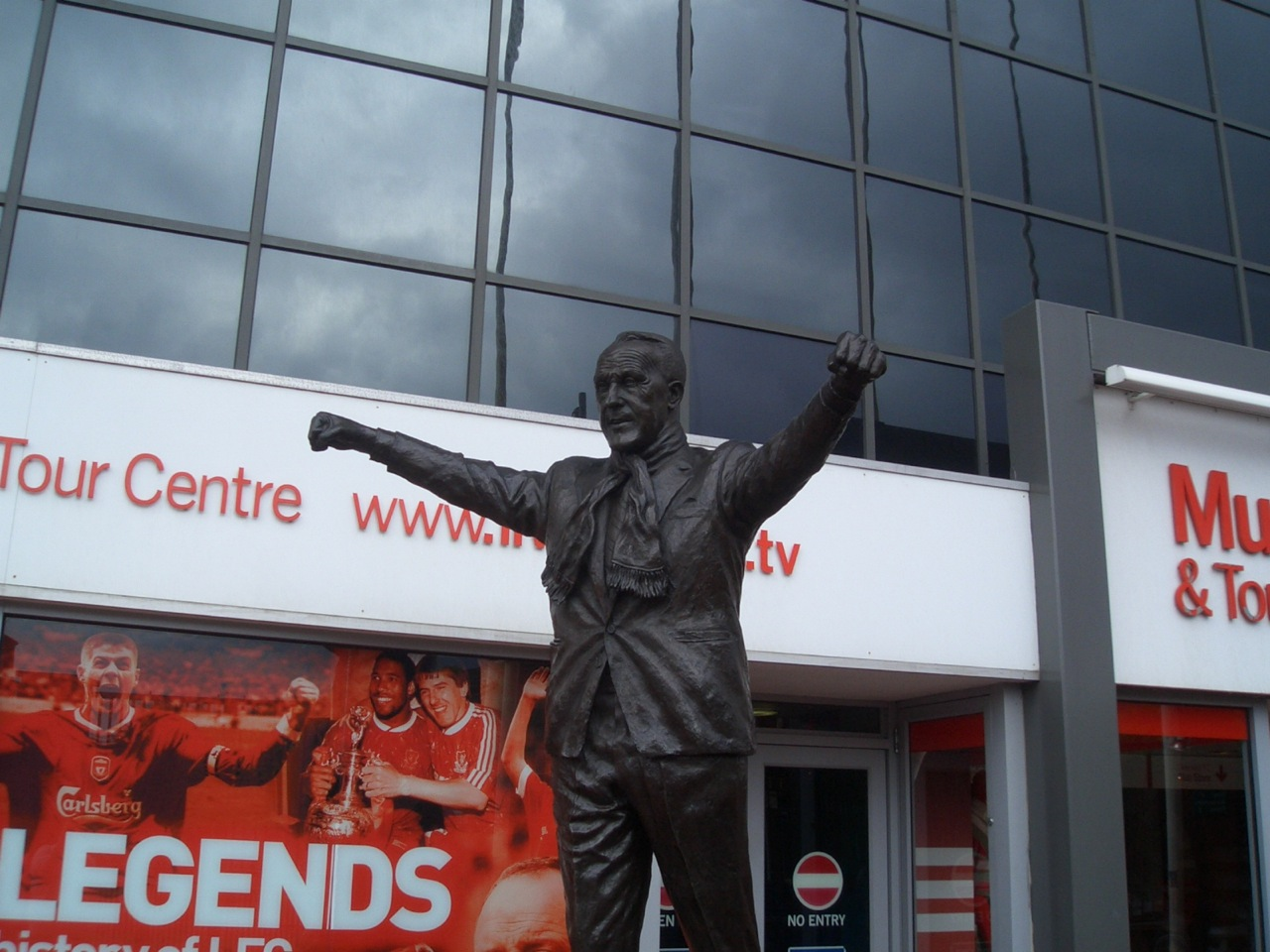
Статуя Білла Шенклі перед клубним стадіоном «Енфілд Роуд»

1959 року менеджером команди призначили Білла Шенклі. Протягом наступних п'ятнадцяти років він перетворив «Ліверпуль» в один із провідних клубів Європи. Першого ж року Шенклі звільнив 24 гравців і перебудував команду. На третій рік його роботи «Ліверпуль» виграв другий дивізіон із відривом у 8 очок й перейшов до першого дивізіону. Відтоді клуб без перерви виступає в найвищому англійському дивізіоні, спочатку першому, а потім у Прем'єр-лізі.
Розпочавши 1960 рік у другому дивізіоні, на кінець десятиліття «Ліверпуль» став силою в англійському футболі. 1964 року команда вперше за попередні 17 років стала чемпіоном. 1966 року вони знову виграли чемпіонат, а в попередньому — кубок Англії, перемігши у фіналі «Лідс Юнайтед» 2:1. 1973 року «Ліверпуль» став чемпіоном увосьме і переміг «Боруссію» (Менхенгладбах) у фіналі кубка УЄФА, вигравши свій перший європейський трофей. Але за рік після нової перемоги в кубку Шенклі пішов на пенсію. Нагоду стати менеджером команди отримав його помічник Боб Пейслі.
За дев'ять сезонів керівництва Пейслі «Ліверпуль» здобув загалом 21 трофей, включно з трьома Кубками Європейських Чемпіонів, Кубком УЄФА, 6-ма титулами чемпіона Англії, й здобутим три роки поспіль Кубком Ліги.
Свій перший Кубок Європейських Чемпіонів «Ліверпуль» виграв у 1977 р. Фінал грався у Римі, де команда перемогла «Боруссію» (Менхенгладбах) 3:1. Наступного року «Ліверпуль» захистив свій титул, подолавши на стадіоні Вемблі «Брюгге» 1:0. А через рік клуб побив ще один рекорд англійської ліги, здобувши звання чемпіона з 68 очками й пропустивши в 42 матчах усього 16 голів. Третя й остання перемога в Кубку Чемпіонів, отримана під керівництвом Пейслі, прийшла 1981 року після перемоги 1:0 над мадридським «Реалом». Кубок Англії — єдиний трофей, який не давався тренеру в руки.
Варто відзначити зміну менеджерів, які приходили з самого клубу. Цих тренерів називали хлопцями-комірниками, натякаючи на ту частину Енфілду, де обговорювали стратегію команди й, як подейкували, зберігали джин. Так само як Пейслі змінив Шенклі, він передав віжки правління у руки свого помічника — ветерана команди Джо Фегена. Останній став тренером 1983 року, коли йому виповнилося 63. Першого ж року під його керівництвом «Ліверпуль» вперше в історії англійського футболу здобув три важливі трофеї — звання чемпіонів, Кубок Ліги й Кубок Європейських Чемпіонів. Однак наступного сезону правління Фегена завершилося трагедією.
1985 року «Ліверпуль» знову дійшов до фіналу Кубка Чемпіонів. Команда повинна була грати проти Ювентуса на стадіоні Ейзель, але перед початком матчу сталася катастрофа. Уболівальники «Ліверпуля» зламали огорожу, яка відділяла їх від уболівальників Ювентуса й напали на них. Під вагою людей стіна, яка підпирала трибуну, завалилася, загинуло 37 вболівальників, більшість із них були італійцями. Попри це гра відбулася, і «Ліверпуль» програв 0:1. Унаслідок трагедії англійським клубам заборонили брати участь у європейських змаганнях упродовж 5 років, а «Ліверпуль» дискваліфікували на 10 років (потім термін зменшили до шести). 14 уболівальників команди засудили за ненавмисне убивство. Ця подія відома як Ейзельська трагедія.
1985 року Кенні Далгліш, якого вже на той час вважали найвизначнішим гравцем «Ліверпуля», став першим гравцем-менеджером команди. Під його керівництвом клуб виграв ще три чемпіонати й два кубки Англії, включно з подвійним дублем у сезонах 1985 і 1986 років. Але ці успіхи затьмарила трагедія Гіллсборо.
15 квітня 1989 року, коли Ліверпуль грав із «Ноттінгем Форест» у півфіналі кубка Англії, кілька сотень ліверпульських уболівальників були притиснені до огорожі поля. 94 вболівальники загинули на місці, 95-й помер у лікарні через чотири дні. 96-й помер через чотири роки, не приходячи до тями.
Після трагедії Гіллсборо уряд провів інспекцію безпеки на стадіонах. Результатом того, що називають доповідною Тейлора, став закон, який вимагав на стадіонах вищих ліг зробити всі місця сидячими. У доповідній був зроблений висновок, що головною причиною катастрофи стала надмірна тиснява, вину за яку поклали на недоліки поліційного контролю.
1991 року менеджером став Грем Сунес. Але його правління не було успішним, за винятком кубка Англії, здобутого першого ж сезону. Після ганебної поразки від Бристоль Сіті на «Енфілді» в кубку Англії, до руля став ветеран команди Рой Еванс. Хоча під час його терміну гра в чемпіонаті дещо покращилася, команда ніколи не підіймалася вище третього місця. Єдиним трофеєм Еванса був Кубок Ліги 1995 року.

### Іноземні менеджери

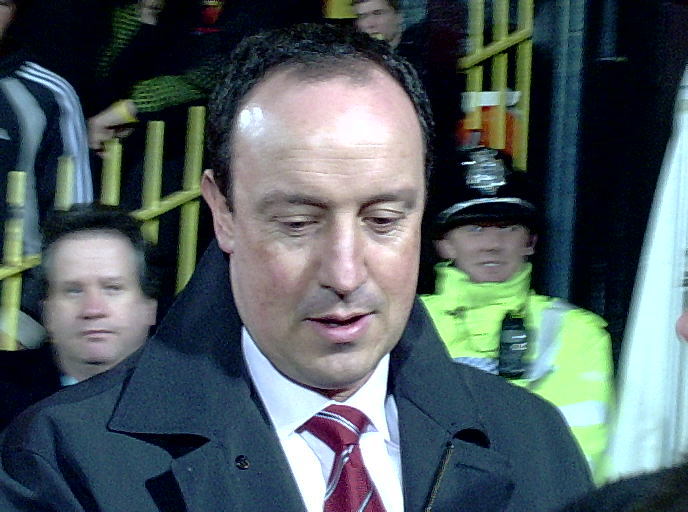
Рафаель Бенітес

У сезоні 1998/1999 допомагати Евансу запросили колишнього тренера французької збірної Жерара Ульє. Спільна робота не склалась, й Еванс подав у відставку в листопаді 1998 року.
Сезон 2000/2001 був найкращим для «Ліверпуля» за останні роки — команда здобула унікальну трійку призів: Кубок Англії, Кубок Ліги й Кубок УЄФА.
2002 року клуб закінчив чемпіонат на другому місці. Ульє мучився того року із хворобою серця, що призвело до пропуску гри з Лідсом і до операції.
Потім тренером команди став іспанець Рафаель Бенітес. Перший сезон при ньому Ліверпуль розчарував п'ятим місцем у чемпіонаті. Але сезон закінчився несподіванкою. Ліверпуль здобув у Стамбулі свій п'ятий Кубок Європейських Чемпіонів. Червона команда зустрілася в фіналі з фаворитом змагання — «Міланом» у дивовижному за перебігом двобої. Після першого тайму Ліверпуль програвав 0:3, першому таймі команда виглядала дуже недосвідченою. В другому таймі вони драматичним чином відігралися, забивши три голи за проміжок тривалістю в 6 хвилин. Після додаткового часу, «Ліверпуль» переміг у серії пенальті.
У сезоні 2005/2006 з досягнень «Ліверпуль» виграв суперкубок, перемігши ЦСКА з рахунком 3-1 та набрав 82 очки в Прем'єр-лізі, що стало найвищим показником з 1988 року. Клуб виграв кубок Англії в драматичному фіналі проти Вест Гем Юнайтед. «Ліверпуль» програвав 2:3, але Стівен Джеррард ввігнав у сітку м'яч з 35 в мить коли підіймали табличку про доданий арбітром час. «Ліверпуль» переміг у серії пенальті.
У сезоні 2006/2007 Ліверпуль розпочав із перемоги 2:1 над чинними тоді чемпіонами Челсі. У лютому тривалий пошук інвесторів завершився тим, що команду придбали американські бізнесмени Джордж Джіллет і Том Хікс, заплативши понад 470 млн фунтів. Команда завершила сезон на третьому місці в чемпіонаті Англії, а в останньому матчі програла «Мілану» у фіналі Кубка Європейських Чемпіонів 1:2.
У сезоні 2011—2012 років Ліверпуль здобув свою першу за останні 6 років кубкову перемогу. У фіналі Кубка Футбольної Ліги Ліверпуль отримав перемогу на Кардіфф Сіті з рахунком 2:2 (2:3 після серії пенальті). Також Ліверпуль вийшов до фіналу Кубка Англії, отримавши перемогу у півфіналі над «Евертоном» з рахунком 2:1. Фінал було програно лондонському «Челсі» з рахунком 2:1.

## Визначні гравці

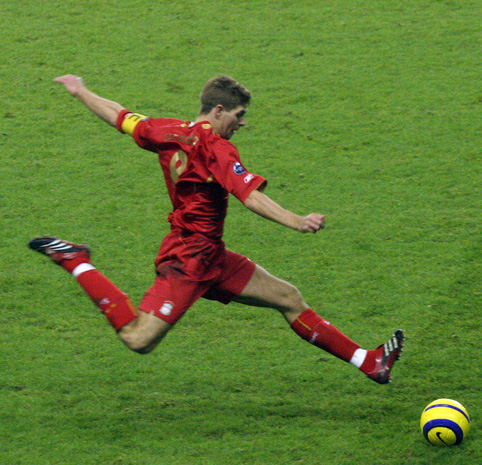
Екс-капітан команди Стівен Джеррард

У проміжку між першою й другою світовими війнами кілька гравців виступали за Ліверпуль багато років поспіль, здобувши собі велику повагу у вболівальників. Серед них Ефраїм Лонґворт — міцний захисник, який у 1921 р. став першим серед гравців команди капітаном збірної Англії, а ще Елайша Скот, який відіграв за Ліверпуль 22 роки, це рекорд клубу. Серед нападників слід відзначити Ґордона Годжсона, який упродовж 20-х і 30-х забив 17 хет-триків.
У 60-х, коли Біл Шенклі зробив команду європейським грандом, серед гравців, які стали ключовими в успіхах команди слід назвати Рона Їтса, якого сам Шенклі називав «колосом», і Роберта Ганта, який забив 245 голів у чемпіонатах. Цей показник досі залишається рекордом команди. Він також входив до збірної Англії на Кубку Світу 1966 року.
Пейслі залучив до команди гравців, які стали цементом успішних 70-х і 80-х років. Ален Хансен входив до складу команди в трьох виграних Кубках Європейських Чемпіонів, а Кенні Далгліш, відомий серед уболівальників під прізвиськом «король Кенні», відзначався чудовою грою на полі, перш ніж стати менеджером, який очолював команду, коли вона вперше зробила дубль. У 1980 р. Пейслі підписав контракт із 19-річним Іаном Рашем, який став найкращим бомбардиром команди.
Останніми роками знамениті гравці виростають у юнацькій системі клубу. На початку 90-х з'явилися крайній Стів Макманаман і бомбардир Роббі Фаулер, а за останнє десятиріччя чудова ліверпульська футбольна школа виховала Майкла Оуена, капітана команди Стівена Джеррарда та віцекапітана Джеймі Каррагера.

## Кольори й емблема
Традиційні кольори Ліверпуля — червоний і білий, а починаючи із середини 60-х домашня форма команди повністю червона. Але так було не завжди. Попервах, щойно осівши на «Енфілді», який раніше належав Евертону, команда грала в біло-синій формі, майже ідентичній тогочасній формі «Евертона». 1884 року Ліверпуль узяв собі червону форму, а 1901 р. емблемою клубу став Птах Лайвер. Упродовж наступних шістдесяти років команда виходила на поле в червоних футболках, білих трусах, а колір гетрів мінявся від червоного до чорного, потім білого, потім знову чорного й знову червоного.

1964 року тодішній менеджер Ліверпуля Біл Шенклі вирішив виставити команду на гру з Андерлехтом у повністю червоній формі. Як пригадує у своїй автобіографії Іян Сент-Джон:
Йому здавалося, що колір форми має психологічний ефект — червоне мало символізувати небезпеку, силу. Якось він увійшов до роздягальні й жбурнув червоні труси Ронні Їтсу. «Одягни, подивимось, як ти в них виглядатимеш. Боже, Ронні, ти маєш фантастичний, грізний вигляд, як на 7 футів зросту.» — «А чому б не піти до кінця, босе?» — поцікавився я. — «Чому б не одягнути червоні гетри? Вийдемо червоними з голови до ніг!»
Шенклі погодився й так народилася знаменита форма.
Виїзна форма Ліверпуля за традицією або білі футболки з чорними трусами або повністю жовта. Однак 1987 року запровадили сіру форму. Такою вона залишалася до століття англійського футболу (сезону 1991/1992). Потім її замінила комбінація зелених футболок з білими трусами. Перепробувавши різні варіанти в 90-х, включно із золотистою й лазуровою, яскраво-жовтою, чорно-сірою, клуб, починаючи з 2000 року, зупинився на щорічній зміні білої й жовтої форми (торішня форма служить запасною). Зараз команда виходить у жовтій формі з червоною окантовкою, а третій варіант (біло-зелений) використовує здебільшого в Лізі Чемпіонів, удаючись до неї вдома в тих випадках, коли червоні або жовті кольори збігаються із формою супротивника.
У центрі теперішньої емблеми Ліверпуля посеред щита традиційний символ міста — Птах Лайвер. Над щитом — символ воріт Шенклі стадіону «Енфілд» зі словами знаменитого клубного гімну You'll never walk alone. Язики полум'я обабіч щита символізують меморіал Гіллсборо — вічний вогонь на «Енфілді» на згадку про тих, хто загинув під час трагедії.

## Стадіон

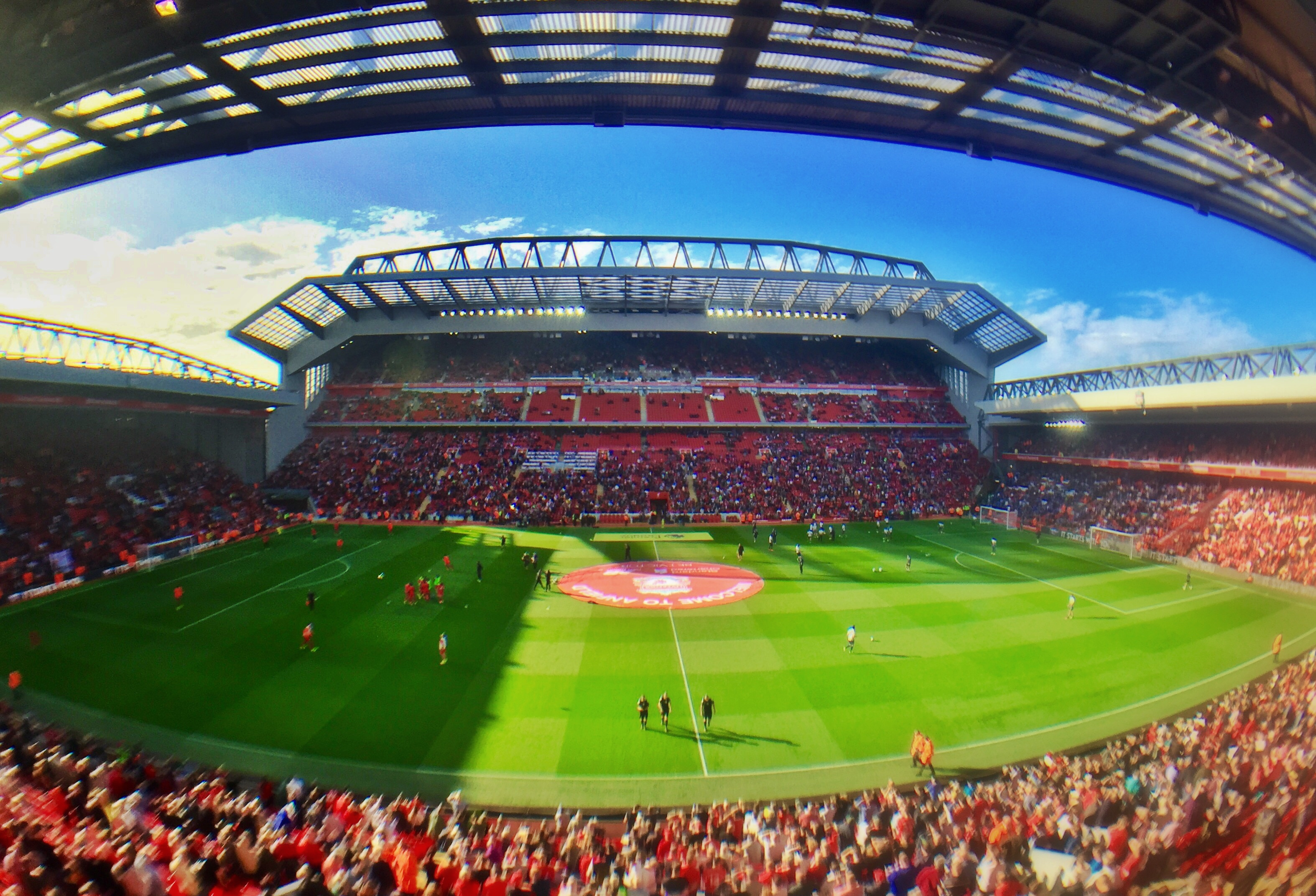
«Енфілд» — стадіон Ліверпуля

Стадіон «Енфілд» побудували 1884 року на території, яка прилягала до Ліверпульського парку Стенлі. Спочатку стадіон займав клуб «Евертон». Унаслідок суперечки через розмір орендної плати «Евертон» пішов звідти 1892 року, і власник стадіону Джон Гулдінг вирішив утворити спеціально для стадіону нову команду, яка й стала «Ліверпулем».
1906 року трибуну за одними з воріт перейменували на честь гори Спіон Коп у Південно-Африканській провінції Наталь, де під час англо-бурської війни відбулася битва, у якій загинули понад 300 вояків Ланкаширського полку, багато з яких були родом із Ліверпуля.
Уболівальників, які регулярно там сидять, називають «копітами». У часи максимальної місткості трибуна могла розмістити 28 тис. глядачів і була однією з найбільших у світі. Місцевий фольклор стверджує, що вболівальники трибуни могли всмоктати м'яч у ворота, коли Ліверпуль грав на ворота перед нею. Ліверпуль здебільшого намагається грати на ті ворота в другому таймі. Місткість трибуни дуже зменшилася внаслідок заходів безпеки, застосованих після трагедії на Гіллсборо. 1994 року її повністю перебудували, зробивши всі місця сидячими, тож тепер її місткість становить 12 390 глядачів.
Навпроти розташована трибуна «Енфілд Роуд», яку віддають вболівальникам гостей. Це найновіша трибуна на Енфілді. Її перебудували 1998 року, вона розрахована на 9 704 глядачів. Бокові трибуни — Головна (12 227) і Столітнього Ювілею (11 762). Головна трибуна — найстаріша на Енфілді, її майже не змінювали після перебудови 1973 року. Під нею роздягальні гравців і ложа керівників клубу, а перед нею — лави для запасних.
Трибуну Столітнього Ювілею раніше називали Трибуною Кемлін Роуд, аж поки не перебудували її до століття клубу (1992). Під час перебудови будинки на Кемлін Роуд знесли, й вулиця перестала існувати.
Зараз стадіон вміщує 53 394 глядачі.
30 липня 2004 року міська рада «Ліверпуля» видала клубу дозвіл побудувати новий стадіон на 61 тис. місць у парку Стенлі на віддалі 300 м від Енфілду. 2006 року міська рада погодилася віддати клубу землю під майбутнім стадіоном в оренду на 999 років.

## Гімн

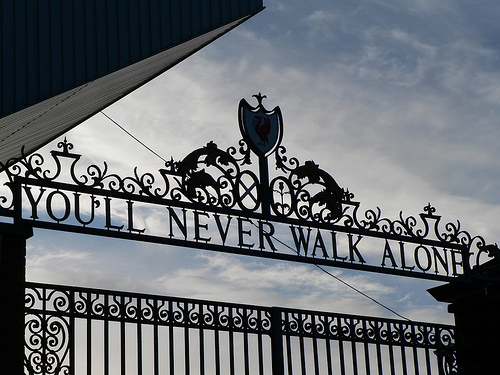
Назва пісні вболівальників над воротами Шенклі

Гімн уболівальників Ліверпуля — пісня You'll Never Walk Alone з мюзиклу «Карусель». Співається з початку 1960-х років. Перші слова пісні прикрашають емблему клубу й ворота Шенклі на вході до «Енфілду» (названі так на честь легендарного менеджера клубу).
Уболівальники співають також інші пісні:
- Fields of Anfield Road («Поля на Енфілд Роуд»)
- Poor Scouser Tommy («Бідний скаузер Томмі»[8])
- The Sash («Пас»[9])
- Liverbird Upon My Chest («Птах Лайвер на моїх грудях»)
- We've Won It Five Times («Ми вигравали його п'ять разів»)
- Ring of Fire («Вогняне коло»).

## Принципові суперники
Найзапекліший суперник «Ліверпуля» — це інший представник міста, «Евертон». Матчі між цими командами називають мерсісайдським дербі. Вони завжди проходять у важкій боротьбі й характеризуються найбільшою кількістю вилучень з усіх протистоянь в англійському чемпіонаті.
Інший принциповий супротивник «Ліверпуля» — «Манчестер Юнайтед», що пояснюється і близькістю міст, і тим фактом, що обидві команди претендують на роль лідерів англійського футболу. За кількістю перемог у чемпіонатах «Манчестер Юнайтед» після завершенням сезону 2020/2021 переганяє «Ліверпуль» на одну звитягу (20 проти 19). Найбільшу нагоду скоротити відставання від «Дияволів» «Ліверпуль» мав у сезоні 2013–2014, коли до останнього боровся за чемпіонство, але врешті решт, з відставанням у 2 бали, посів 2 сходинку в турнірній таблиці, поступившись золотими медалями «Манчестер Сіті».
Останніми роками набирає обертів протистояння між «Ліверпулем» і «Манчестер Сіті». Упродовж останніх років ці команди регулярно змагаються за титули й на внутрішній, і на міжнародній арені. Також це підкріплюється особистим протистоянням двох знакових тренерів епохи — Юргена Клоппа і Жузепа Гвардіоли. Так, у сезоні 2017–2018 команди зустрілися у чвертьфіналі Ліги чемпіонів УЄФА, де звитягу здобули «червоні» (3:0; 2:1; загальний рахунок: 5:1), а також «Ліверпуль» завдав першої поразки «Манчестер Сіті» в тогорічному розіграші АПЛ (4:3). Наступного сезону команди до останнього туру боролися за чемпіонство — «містяни» врешті-решт здобули титул, випередивши «мерсісайдців» на 1 пункт — 98 очок проти 97, при чому в будь-якому іншому сезоні (окрім 2017–2018) «Ліверпуль» за такої кількості набраних балів став би чемпіоном Англії. У сезоні 2019–2020 ці дві команди знову мали боротися за титул АПЛ, однак «Ліверпуль» продемонстрував рекордний темп набору очок, тому, після чергової втрати залікових балів з боку «Манчестер Сіті» (Челсі — Манчестер Сіті, 2:1, 25.06.2020), достроково став чемпіоном Англії за 7 турів до кінця чемпіонату вперше за 30 років.

## Відомі гравці
- Метт Маккуїн (1892—1899)
- Геррі Бредшо (1893—1898)
- Джек Кокс (1898—1909)
- Алекс Рейзбек (1898—1909)
- Сем Рейбоулд (1900—1907)
- Артурт Годдард (1902—1914)
- Джек Паркінсон (1903—1914)
- Нед Дойг (1904—1908)
- Сем Харді (1905—1912)
- Ефроїм Лонгуорт (1910—1928)
- Дональд Маккінлі (1910—1929)
- Еліша Скотт (1912—1915, 1919—1934)
- Геррі Чемберс (1915—1928)
- Дік Форшоу (1919—1927)
- Ґордон Годжсон (1925—1936)
- Артур Райлі (1925—1939)
- Джиммі Макдугалл (1928—1938)
- Джек Балмер (1935—1952)
- Філ Тейлор (1936—1954)
- Біллі Лідделл (1938—1961)
- Боб Пейслі (1939—1954)
- Альберт Стаббінс (1946—1953)
- Алан А'Курт (1952—1964)
- Ронні Моран (1952—1968)
- Джеррі Берн (1957—1969)
- Томмі Лоуренс (1957—1971)
- Роджер Гант (1958—1969)
- Іан Каллаган (1959—1978)
- Ґордон Майлн (1960—1967)
- Кріс Лоєр (1960—1975)
- Рон Єйтс (1961—1971)
- Іан Сент-Джон (1961—1971)
- Томас Сміт (1962—1978)
- Пітер Томпсон (1963—1973)
- Емлін Г'юз (1967—1979)
- Рей Клеменс (1967—1981)
- Браян Голл (1968—1976)
- Джон Тошак (1970—1978)
- Стів Хайуей (1970—1981)
- Кевін Кіган (1971—1977)
- Філ Томпсон (1971—1984)
- Джиммі Кейс (1973—1981)
- Рей Кеннеді (1974—1982)
- Террі Макдермот (1974—1982)
- Філ Ніл (1974—1985)
- Джої Джонс (1975—1978)
- Девід Джонсон (1976—1982)
- Семмі Лі (1976—1986)
- Кенні Далгліш (1977—1990)
- Алан Гансен (1977—1991)
- Грем Сунес (1978—1984)
- Алан Кеннеді (1978—1986)
- Ронні Велан (1979—1994)
- Іан Раш (1980—1996)
- Крейг Джонстон (1981—1988)
- Марк Лоуренсон (1981—1988)
- Брюс Гроббелар (1981—1994)
- Стів Нікол (1981—1994)
- Гері Гіллеспі (1983—1991)
- Ян Мельбю (1984—1996)
- Стів Макмагон (1985—1991)
- Гарі Аблетт (1985—1992)
- Джон Олдрідж (1987—1989)
- Пітер Бердслі (1987—1991)
- Джон Барнс (1987—1997)
- Стів Макманаман (1990—1999)
- Джеймі Реднапп (1991—2002)
- Девід Джеймс (1992—1999)
- Роббі Фаулер (1993—2001, 2006—2007)
- Патрік Бергер (1996—2003)
- Майкл Оуен (1996—2004)
- Джеймі Каррагер (1996—2013)
- Стівен Джеррард (1998—2015)
- Владімір Шміцер (1999—2005)
- Сандер Вестерфельд (1999—2001)
- Дітмар Гаманн (1999—2006)
- Самі Гююпя (1999—2009)
- Гері Макаллістер (2000—2002)
- Єжи Дудек (2001—2007)
- Йон Арне Ріїсе (2001—2008)
- Луїс Гарсія (2004—2007)
- Хабі Алонсо (2004—2009)
- Пепе Рейна (2005—2014)
- Дірк Кейт (2006—2012)
- Даніель Аггер (2006—2014)
- Андрій Воронін (2007—2010)
- Фернандо Торрес (2007—2011)
- Мартін Шкртел (2008—2016)
- Луїс Суарес (2011—2014)
- Філіппе Коутінью (2013—2018)
- Деян Ловрен (2014—2020)
- Натаніел Клайн (2015—2020)
- Рагнар Клаван (2016—2018)
- Садіо Мане (2016—2022)
- Діогу Жота (2020—2025)

## Склад команди
Станом на 27 липня 2025
| №  | Поз. | Нац.       | Гравець                    |
| -- | ---- | ---------- | -------------------------- |
| 1  | ВР   | Бразилія   | Аліссон Беккер             |
| 2  | ЗХ   | Англія     | Джо Гомес                  |
| 3  | ПЗ   | Японія     | Ватару Ендо                |
| 4  | ЗХ   | Нідерланди | Вірджил ван Дейк (капітан) |
| 5  | ЗХ   | Франція    | Ібраїма Конате             |
| 7  | НП   | Колумбія   | Луїс Діас                  |
| 8  | ПЗ   | Угорщина   | Домінік Собослаї           |
| 9  | НП   | Уругвай    | Дарвін Нуньєс              |
| 10 | ПЗ   | Аргентина  | Алексіс Мак Аллістер       |
| 11 | НП   | Єгипет     | Мохаммед Салах             |
| 14 | НП   | Італія     | Федеріко К'єза             |
| 17 | ПЗ   | Англія     | Кертіс Джонс               |
| 18 | НП   | Нідерланди | Коді Гакпо                 |
| 19 | ПЗ   | Англія     | Гарві Елліотт              |
| 21 | ЗХ   | Греція     | Костас Цимікас             |

| №  | Поз. | Нац.              | Гравець             |
| -- | ---- | ----------------- | ------------------- |
| 22 | ЗХ   | Шотландія         | Калвін Ремзі        |
| 26 | ЗХ   | Шотландія         | Ендрю Робертсон     |
| 38 | ПЗ   | Нідерланди        | Раян Гравенберх     |
| 43 | ПЗ   | Іспанія           | Стефан Байчетич     |
| 46 | ЗХ   | Англія            | Ріс Вільямс         |
| 50 | НП   | Шотландія         | Бен Доук            |
| 80 | ПЗ   | Англія            | Тайлер Мортон       |
| 84 | ЗХ   | Північна Ірландія | Конор Бредлі        |
|    | ВР   | Англія            | Фредді Вудман       |
|    | ВР   | Грузія            | Гіоргі Мамардашвілі |
|    | ВР   | Угорщина          | Армін Печі          |
|    | ЗХ   | Угорщина          | Мілош Керкез        |
|    | ЗХ   | Нідерланди        | Жеремі Фрімпонг     |
|    | НП   | Німеччина         | Флоріан Вірц        |
|    | НП   | Франція           | Уго Екітіке         |

## Досягнення
- Чемпіон Англії/Англійської Прем'єр-Ліги (20)[12]: 1901, 1906, 1922, 1923, 1947, 1964, 1966, 1973, 1976, 1977, 1979, 1980, 1982, 1983, 1984, 1986, 1988, 1990, 2020, 2025
- Кубок Англії (8): 1965, 1974, 1986, 1989, 1992, 2001, 2006, 2022
- Кубок Футбольної ліги (10): 1981, 1982, 1983, 1984, 1995, 2001, 2003, 2012, 2022, 2024
- Суперкубок Англії (16): 1964 (обидва суперники), 1965 (обидва суперники), 1966, 1974, 1976, 1977 (обидва суперники), 1979, 1980, 1982, 1986 (обидва суперники), 1988, 1989, 1990 (обидва суперники), 2001, 2006, 2022
- Ліга Чемпіонів УЄФА (6): 1976-77, 1977-78, 1983-84, 2004-05, 2018-19
- Кубок УЄФА/Ліга Європи (3): 1973, 1976, 2001
- Суперкубок УЄФА (4): 1977, 2001, 2005, 2019
- Клубний чемпіонат світу з футболу: 2019

1986 року клуб виграв дубль: лігу й кубок. Двічі йому вдавалося вигравати три трофеї за сезон. У 1984-му — лігу, кубок ліги й кубок європейських чемпіонів, а 2001 року — три кубки: кубок Англії, кубок Ліги й кубок УЄФА.
Шість Кубків європейських чемпіонів — найвище досягнення для англійських клубів, а в Європі «Ліверпуль» відстає лише від мадридського «Реалу», у якого 14 таких перемог, і від «Мілана», у якого їх сім. Після п'ятої перемоги в кубку європейських чемпіонів «Ліверпуль» отримав право на почесну емблему від УЄФА й право залишити кубок у себе назавжди.

## Клубні рекорди та статистика
Перша гра «Ліверпуля» відбулася в Ланкаширській лізі проти «Верхнього Волтона». «Ліверпуль», склад якого був майже повністю шотландським, переміг 8:0.
Рекорд клубу за кількістю виходів на поле належить Іану Каллагану. Він становить 857 матчів впродовж 19 сезонів (1958—1978). Йому ж належить рекорд виходів на поле в матчах ліги — 640. У теперішньому складі найчастіше на поле виходив Джордан Гендерсон — 492 (станом на 6 вересня 2023 р.)
Найбільше голів забив Іан Раш — 346. Він грав за клуб у 1980—1987 роках, а потім знову в 1988—1996. Рашу належить також рекорд за кількістю голів, забитих в одному сезоні: 47 у сезоні 1983/1984. Однак за всю свою кар'єру Раш не зміг побити рекорд за кількістю голів, забитих у чемпіонатах. Цей рекорд належить Роджеру Ганту і тримається на рівні 244 із 1970 р. У сезоні 1961/1962 Гант забив у чемпіонаті 41 гол, це клубний рекорд. Гордон Годжсон третій за кількістю забитих м'ячів у клубі. Йому належить рекорд за кількістю хет-триків — 17.
Найбільша кількість голів, забитих гравцем за одну гру, дорівнює п'яти. Цього добивалися Джон Міллер, Енді МакГіган, Джон Еванс, Іан Раш і Роббі Фаулер. Фаулеру також належить рекорд клубу й прем'єр-ліги за найшвидший хет-трик. Він забив Арсеналу три голи впродовж 4 хв 32 с у другій грі сезону 1994/1995.
Стівен Джеррард головний бомбардир клубу в європейських кубках — 41 гол.
Найбільшу перемогу (11:0) «Ліверпуль» здобув над клубом «Стремсгодсет» 1974 року. У тому матчі забивали 9 із 10 польових гравців, це так само рекорд «Ліверпуля». Команда «Ротергем Таун» стала жертвою найбільшої перемоги Ліверпуля в лізі (10:1 в 1896 році). Така ж різниця повторилася досить недавно, коли 1989 року «Крістал Пелес» зазнав поразки на «Енфілді» з рахунком 0:9.
Найбільших поразок «Ліверпуль» зазнавав від команди «Бірмінгем Сіті» 1954 року. (1:9).
«Ліверпуль» став першою командою в історії елітного дивізіону чемпіонату Англії, яка здобула 2000 перемог. Для цього знадобилося провести 4227 поєдинків. Команда здобула перемогу в 47.3 % матчів.

#### Воротарі з найбільшою кількістю «сухих» матчів
| № | Ім'я           | Період     | Матчі | Сухі | % сухих |
| - | -------------- | ---------- | ----- | ---- | ------- |
| 1 | Рей Клеменс    | 1968—1981  | 665   | 323  | 48,6    |
| 2 | Брюс Гроббелар | 1981—1994  | 628   | 267  | 42,5    |
| 3 | Пепе Рейна     | 2005—2013  | 394   | 177  | 44,9    |
| 4 | Елайша Скотт   | 1912—1934  | 468   | 137  | 29,3    |
| 5 | Томмі Лоуренс  | 1962—1971  | 390   | 133  | 34,1    |
| 6 | Аліссон Беккер | 2018—т. ч. | 262   | 111  | 42,4    |
| 7 | Єжи Дудек      | 2001—2007  | 266   | 92   | 34,6    |
| 8 | Сімон Міньйоле | 2013—2019  | 203   | 65   | 31,6    |

## Українські гравці
У сезонах 2007/2008 та 2009/2010 за команду виступав гравець збірної України Андрій Воронін. У сезоні 1956/1957 за резервний склад виступав Антон Саглий.

## Цікаві факти
22 серпня 2006 року "Маккабі" Хайфа зіграла свій домашній матч кваліфікації Ліги Чемпіонів з "Ліверпулем" на стадіоні імені Лобановського у Києві.
У 2011 року на екрани вийшов художній фільм «Вілл» (оригінальна назва — Will, (англ.)), виробництво Велика Британія, режисер Еллен Перрі. Одинадцятирічний Вілл Бреннан — великий фанат футбольного клубу «Ліверпуль». Він мешкає в школі для хлопчиків в Англії, присвячуючи улюбленій команді весь свій час. Життя його перевертається, коли його батько Гарет привіз квитки на Фінал Ліги Чемпіонів-2005 у Стамбулі… Герої фільму доводять, що в житті ніколи не пізно мріяти….
У 2017 році вийшов біографічний фільм «Kenny» про легенду клубу Кенні Далгліша.
Після того як футбольний клуб «Ліверпуль» здобув своє 19-те чемпіонство, його фанати на острові Маврикій провели власний чемпіонський парад. Уболівальники вирішили зробити собі свято за десять тисяч кілометрів від Ліверпуля.
26 травня 2018 року "Ліверпуль" грав проти "Реал" Мадрид на "Олімпійському" стадіоні в Києві, у фіналі Ліги Чемпіонів.
Станом на вересень 2021 року «Ліверпуль» посідає шостий рядок серед найцінніших брендів світового футболу (1,143 млрд €).